# Antipatros från Sidon
Antipatros från Sidon (Grekiska: Ἀντίπατρος) brukar räknas som upphovsman till listan över världens sju underverk, då han omnämnde dem i en dikt från omkring 140 f.Kr.. Både Herodotos och Kallimachos från Kyrene nämnde dem tidigare, men dessa listor finns inte bevarade annat än som referenser.